# 罗安 (电力电子变换与控制专家)
罗安（1957年07月21日—），湖南长沙人，中国电力电子变换与控制专家，中国工程院院士，现任湖南大学教授，国家电能变换与控制工程技术研究中心主任。

## 生平[1]
1982年，毕业于湖南大学工业电气自动化专业。1993年，毕业于浙江大学，获博士学位。
2015年，当选中国工程院院士。